# Pterolophia transverseplagiata
Pterolophia transverseplagiata là một loài bọ cánh cứng trong họ Cerambycidae.